# Marie Huot

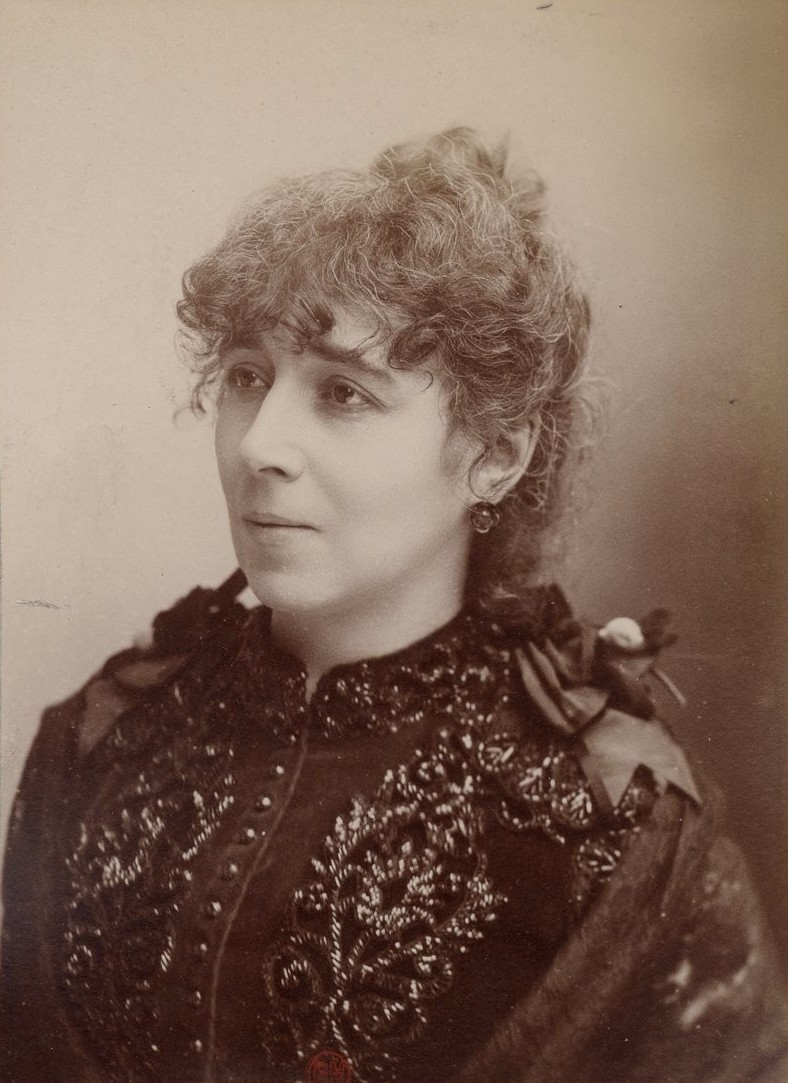
Marie Huot, 1875

Marie Huot, geborene Mathilde Marie Constance Ménétrier (* 28. Juni 1846 in Tonnerre, Département Yonne; † 13. April 1930 in Paris), war eine französische Autorin, Feministin und Aktivistin für Tierrechte und Vegetarismus.

## Leben
Mathilde Marie Constance Ménétrier heiratete 1869 Anatole-Théodore-Marie Huot, den Gründer und Herausgeber der linken Pariser Zeitschrift L'Encyclopédie Contemporaine Illustrée.
Huot war eng mit dem schwedischen Anarchisten und impressionistischen Maler Ivan Aguéli befreundet, den sie indirekt in den Sufismus einführte und dem sie ihre Sammlung symbolistischer Gedichte Le Missel de Notre-Dame des Solitudes („Das Messbuch Unserer Lieben Frau der Einsamkeit“) widmete.
Huot war eine Verfechterin für Tierschutz und Mitglied des Pariser Tierschutzvereins, Gründerin der Ligue populaire contre la vivisection und des ersten Tierhospizes in Frankreich. Sie war berühmt für eine Reihe spektakulärer aktivistischer Aktionen: 1886 unterbrach sie eine Vorlesung von Louis Pasteur an der Sorbonne, weil dieser Hunde für Tierversuche eingesetzt hatte. Einmal schlug sie am Collège de France dem mauritischen Wissenschaftler Charles-Édouard Brown-Séquard einen Sonnenschirm über den Kopf, weil dieser eine Vivisektion an einem Affen durchgeführt hatte. 1900 half sie Ivan Aguéli bei seinem Angriff auf zwei Matadore bei einem französischen Stierkampf.
Huot, die in der französischen Bewegung des Neo-Malthusianismus aktiv war, war die Urheberin des Ausdrucks la grève des ventres („Streik der Unterleibe“ bzw. „Geburtenstreik“). 1892 hielt Huot eine öffentliche Konferenz, in der sie den freien Zugang zu Schwangerschaftsabbruch und Empfängnisverhütung forderte. Auf dieser Konferenz sprach sich Huot auch für die freiwillige Auslöschung der menschlichen Rasse durch die Verweigerung der Fortpflanzung aus, sowohl aus Mitleid mit dem menschlichen Leid als auch mit dem Leid, das die Menschen den Tieren zufügen. Dies wurde später, im Jahr 1909, unter dem Titel Le Mal de Vivre („Der Schmerz des Lebens“) veröffentlicht.

## Veröffentlichungen (Auswahl)
- Le Missel de Notre-Dame des Solitudes, E. Sansot, Paris 1908 (mit einem Vorwort von Rachilde).
- Le Mal de Vivre, Génération Consciente, Paris 1909 (Online).

Über Tierrechte:
- Le Droit des Animaux. In: La Revue socialiste. Band 6, 1887, S. 47–56 (cahiers-antispecistes.org).